# Verzorgingsplaats Kempke
Verzorgingsplaats Kempke is een Nederlandse verzorgingsplaats, gelegen aan de Nederlandse autosnelweg A325 Arnhem-Nijmegen, ten noorden van Elst in de gemeente Overbetuwe.
Aan de andere kant van de snelweg ligt verzorgingsplaats Hogewei.
Richting Arnhem: Hogewei
Richting Nijmegen: Kempke